# Mount Bross
Mount Bross je hora v Park County, ve středním Coloradu.
S nadmořskou výškou 4 320 metrů náleží do první třicítky nejvyšších hor v Coloradu. Nachází se v pohoří Mosquito Range, které je součástí jižních Skalnatých hor. Leží necelé dva kilometry jižně od nejvyššího vrcholu pohoří Mosquito Range Mount Lincoln. Oblast je součástí  národního lesa Pike National Forest.
Mount Bross je pojmenován podle Williama Brosse, politika, knižního vydavatele a majitele dolů v blízkosti hory.